# Liste der Mitglieder der National Academy of Sciences/2016
Im Jahr 2016 wählte die National Academy of Sciences der Vereinigten Staaten 105 Personen zu ihren Mitgliedern.

## Neugewählte Mitglieder
- Ian Agol
- Zhisheng An
- Abhay V. Ashtekar
- Julia Bailey-Serres
- Bonnie Bartel
- Anton J. Berns
- Adrian Bird
- Helen M. Blau
- John C. Boothroyd
- Myles A. Brown
- James J. Bull
- Roberto Car
- Katharine V. Cashman
- Arup K. Chakraborty
- Andrew J. Cherlin
- Eileen M. Crimmins
- Constantine M. Dafermos
- Hongjie Dai
- Joseph DeRisi
- Raymond J. Deshaies
- Vladimir Drinfeld
- Jennifer Eberhardt
- James R. Ehleringer
- John M. Eiler
- Steven N. Evans
- Andrew C. Fabian
- Martin M. Fejer
- Julio A. Fernández
- Stephen R. Forrest
- Daan Frenkel
- Richard A. Friesner
- Ronald N. Germain
- James J. Giovannoni
- Robert M. Glaeser
- Mary Lou Guerinot
- Oliver Hart
- Dennis L. Hartmann
- Geoffrey M. Heal
- Timothy M. Heckman
- Nathaniel Heintz
- Stefan W. Hell
- Philip Hieter
- Hopi E. Hoekstra
- Wayne Hu
- Judith Temkin Irvine
- Peter A. Jones
- Jean Jouzel
- Michael B. Kastan
- Robert E. Kingston
- Kenneth W. Kinzler
- Igor R. Klebanov
- Eugene V. Koonin
- Janos Kornai (1928–2021)
- Robb Krumlauf
- Antonio Lanzavecchia
- Clark S. Larsen
- Stanislas Leibler
- Marsha I. Lester
- Andrea J. Liu
- Wolfgang Lutz
- Nancy A. Lynch
- Hazel R. Markus
- Susan Marqusee
- Arthur B. McDonald
- Xiang-Jin Meng
- Maryam Mirzakhani (1977–2017)
- Christopher Monroe
- Kenneth M. Murphy
- Susan A. Murphy
- Krishna K. Niyogi
- John O’Keefe
- Stephen R. Palumbi
- Claire L. Parkinson
- Yuval Peres
- Christine Petit
- Steven Pinker
- Hidde L. Ploegh
- Hugh Possingham
- Gabriel A. Rabinovich
- Maureen E. Raymo
- Nancy M. Reid
- Ares J. Rosakis
- David M. Sabatini
- Melanie S. Sanford
- Robert E. Schapire
- Paul Segall
- Amita Sehgal
- Geraldine Seydoux
- Frederick J. Sigworth
- Paul Slovic
- Pamela S. Soltis
- Anne C. Stone
- Patrick J. Stover
- Michael F. Summers
- Gen Suwa
- C. Megan Urry
- Herbert W. Virgin
- Claire Voisin
- Larry A. Wasserman
- Stephen C. West
- Ian A. Wilson
- Peidong Yang
- Stephen G. Young
- Alexander B. Zamolodchikov
- Gary P. Zank